# Noční klid
Noční klid má být zachováván v průběhu noci, a to v zájmu klidného spánku. V jeho rámci proto bývají omezovány např. veřejné zábavy nebo stavební práce.
V Česku je noční klid definován jako období mezi 22. hodinou večerní a 6. hodinou ranní (obce však mohou vyhláškou stanovit výjimky např. pro slavnosti nebo jiné společenské či rodinné akce a dobu nočního klidu zkrátit nebo umožnit jeho nedodržování). (Vedle toho je pro účely ochrany před hlukem a vibracemi stejným způsobem definována „noční doba“ v zákoně o ochraně veřejného zdraví.) Obce mohou ve výjimečných případech tuto dobu omezit nebo zrušit obecně závaznou vyhláškou. Rušení nočního klidu je přestupkem.